# Cecele
Cecele [t͡sɛˈt͡sɛlɛ] é um aldeia no distrito administrativo de Gmina Siemiatycze, dentro do Condado de Siemiatycze, Podláquia, no nordeste da Polônia. Fica aproximadamente à oito quilômetros (5 mi) norte-oeste de Siemiatycze e à 77 km (48 mi) ao sul da capital regional Białystok.